# Marcel Klett
Marcel Klett (* 1970 in Wuppertal) ist ein deutscher Dramaturg und kaufmännischer Geschäftsführer am Theaterhaus Jena.

## Leben und Wirken
Marcel Klett studierte Germanistik, Allgemeine Literaturwissenschaft und Linguistik an der Universität Wuppertal. Während seines Studiums arbeitete er von 1995 bis 2000 an der Kritischen Kafka-Ausgabe mit. Im April 2000 war er an der Eröffnung des Literaturhaus Wuppertal beteiligt und war von 1999 bis 2001 Vorstandsmitglied des Vereins Else-Lasker-Schüler-Haus e. V.
In der Spielzeit 2000/01 arbeitete er als Dramaturg am Schillertheater NRW in Wuppertal und danach bis 2004 als Dramaturg und Disponent am TIF (Theater in der Fabrik) des Staatsschauspiels in Dresden. Darüber hinaus war er am TIF auch von Januar bis Juli 2003 als kommissarischer Künstlerischer Leiter und in der Spielzeit 2003/04 als stellvertretender Künstlerischer Leiter tätig.
Von 2004 bis 2007 war Klett Künstlerischer Leiter (gemeinsam mit Markus Heinzelmann) und leitender Dramaturg am Theaterhaus Jena.
Zur Saison 2007/08 wechselte er als leitender Schauspieldramaturg ans Theater Bremen. Er leitete die Sparte Schauspiel zunächst gemeinsam mit dem Regisseur Christian Pade. Von 2009 bis 2012 war Marcel Klett Schauspieldirektor und gehört ab der Spielzeit 2010/11 der fünfköpfigen künstlerischen Leitung des traditionsreichen Theaters an, die die Aufgaben des Intendanten übernommen hatte.
2013 kehrte Marcel Klett ans Theaterhaus Jena zurück und übernahm die beiden Funktionen kaufmännischer Geschäftsführer und leitender Dramaturg.

## Dramaturg (Auswahl)
- Die Nacht singt ihre Lieder von Jon Fosse, Regie: Barbara-David Brüesch, 2002 am TIF/Staatsschauspiel Dresden
- Die Illuminaten nach Robert Anton Wilsson, Regie: Friederike Heller, UA 2002 am TIF/Staatsschauspiel Dresden
- Tötet die Liebenden von Xavier Durringer, Regie: Philip Stemann und Regina Wenig, 2002 am TIF/Staatsschauspiel Dresden
- Wünschen hilft von Sabine Harbeke, Regie: Barbara-David Brüesch, DE 2003 am TIF/Staatsschauspiel Dresden
- Generation P nach Viktor Pelewin, Regie: Friederike Heller, UA 2004 am TIF/Staatsschauspiel Dresden
- Germania Tod in Berlin von Heiner Müller, Regie: Hartmut Wickert, 2004 am Theaterhaus Jena
- Mein junges idiotisches Herz von Anja Hilling, Regie: Markus Heinzelmann, UA 2004 am Theaterhaus Jena
- Richard III von Tim Staffel, Regie: Markus Heinzelmann, UA 2005 am Theaterhaus Jena
- Die Polizey nach Friedrich Schiller, Regie: norton.commander.productions, UA 2005 am Theaterhaus Jena
- Fernwärme von Reto Finger, Regie: Leyla Rabih, UA 2005 in den Sophiensäle Berlin
- Der Report der Magd nach Margaret Atwood, 2007 am Theaterhaus Jena[4]
- Künstler von Tankred Dorst, Regie: Christian Pade, 2008 am Theater Bremen
- Bakchen von Raoul Schrott, Regie: Robert Schuster, 2008 am Theater Bremen
- Die Wahlverwandtschaften nach Johann Wolfgang von Goethe, Regie: Philip Stemann, 2009 am Theater Bremen
- Woyzeck von Georg Büchner, Regie: Robert Schuster, 2009 am Theater Bremen
- Die Räuber nach Friedrich Schiller, Regie: Volker Lösch, 2010 am Theater Bremen
- Was ihr wollt von William Shakespeare, Regie: Robert Schuster, 2010 am Theater Bremen
- Ein Volksfeind von Henrik Ibsen, Regie: Robert Schuster, 2011 am Theater Bremen
- Die Bürgschaft von Lothar Kittstein, Regie: Konradin Kunze, 2011 am Theater Bremen
- Wenn du mir meine Stimme nimmst von Stephan Seidel, Regie: Stephan Seidel, UA 2012 am Theater Bremen
- Hysterikon von Ingrid Lausund, Regie: Maria Ursprung, 2013 am Theaterhaus Jena
- Brachland von Dmitrij Garwrisch, Regie: Anestis Azas, UA 2014 am Theaterhaus Jena
- Sieben Räume Unbegreifen theatrale Installation, Regie: Giselle Vegter und Ilil Land-Boss, UA 2015 am Theaterhaus Jena

## Publikationen (Auswahl)
- Alles auf Anfang. Dresden und sein Theater nach der Flut. In: Theater heute. Bd. 43, (2002, 10), Friedrich-Berlin-Verl.-Ges., Berlin, ISSN 0040-5507, S. 67–68.
- TIF / Theater in der Fabrik. Staatsschauspiel Dresden 1998–2004. Verlag Theater der Zeit, Berlin 2004, ISBN 3-934344-38-0. (Hrsg.: Eva J. Heldrich u. Marcel Klett)